# Colombine des rochers
Petrophassa albipennis
Espèce
Statut de conservation UICN

 LC  : Préoccupation mineure
La Colombine des rochers (Petrophassa albipennis) est une espèce d'oiseau de la famille des Columbidae.

## Répartition
Elle est endémique en Australie où on la trouve essentiellement dans les régions rocheuses au nord-est du pays Kimberley et partie adjacente du Territoire du Nord.

## Sous-espèces
Selon Alan P. Peterson, il en existe deux sous-espèces :
- Petrophassa albipennis albipennis Gould 1841 ;
- Petrophassa albipennis boothi Goodwin 1969.